# Василівка (Очаківська міська громада)
Васи́лівка (попередня назва — Олександрівка, інша назва — Шкадівка) — село в Україні, в Очаківській міській громаді Миколаївського району Миколаївської області. Населення становить 382 особи.
Станом на листопад 2022 року Василівка є найбільшим з трьох населених пунктів Миколаївщини (разом з Покровкою і Покровським), що через своє розташування на Кінбурнському півострові досі перебувають під російською окупацією.

## Населення

### Мовний склад
Рідна мова населення за даними перепису 2001 року:
| Мова       | Чисельність, осіб | Доля     |
| ---------- | ----------------- | -------- |
| Українська | 343               | 89,79 %  |
| Російська  | 39                | 10,21 %  |
| Разом      | 382               | 100,00 % |

## Історія
Спочатку селом володів син полковника Сидора Білого капітан-лейтенант Олександр Білий, і воно мало назву Олександрівка, а коли перейшло в спадщину до внука першого та сина останнього Василя — отримало назву Василькове. Уперше в письмових джерелах ця назва згадується 1787 року й такою була його назва на початку ХІХ ст. (за іншими джерелами — Васильківка). 
В історії села значну роль відіграли нащадки польського дворянського роду Скадовських, представники яких переселилися в Україну. На Кінбурнській косі вони заснували родове село Скадовка з кількома хуторами. Найвідоміший представник «херсонської» гілки Сергій Балтазарович Скадовський з часом подарував Скадовку та землі навколо неї своїй доньці Єлизаветі. Вона, одружившись із поміщиком із Катеринославської губернії Лубенковим, була господаркою 12 тис. десятин землі на Кінбурнській косі. Лубенков переселив до Скадовки своїх селян-кріпаків з Катеринославської губернії, й вони стали першими жителями с. Скадовки, назва якої згодом трансформувалася у Шкадовку.
У 1861 році мешканці села отримали волю. До цього часу Василькове і Шкадовка з'єднались і утворилось одне село. Після скасування кріпацтва і злиття двох сіл було обрано спільну нову назву — Василівка. В архівних документах за 1886 рік згадується вже Василівка. Ця назва існує дотепер.
Станом на 1886 рік у селі Покровської волості Дніпровського повіту Таврійської губернії мешкало 235 осіб, налічувалось 40 дворових господарств, існувала лавка.

## Освіта і культура

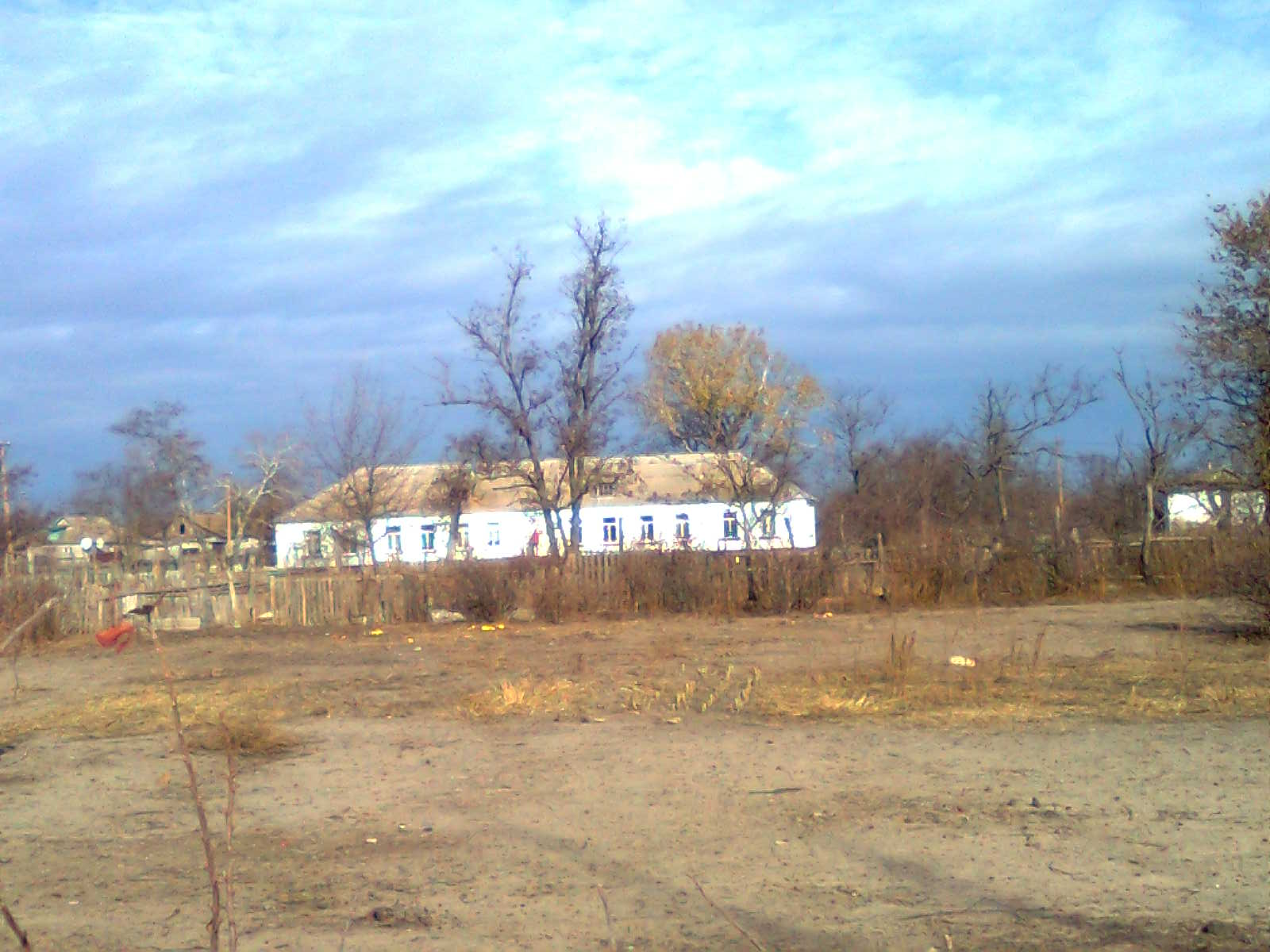
Селищна школа. 2017 р.

У Василівці є школа, клуб, бібліотека. Школу на початку минулого століття збудовано на кошти Григорія Матвійовича Капусти, нащадка кошового осавула з війська Богдана Хмельницького. У той час його родина була найбагатшою на півострові.  Біля Василівки багато топонімів, пов'язаних із прізвищем родини Капустів — Капустяний сарай, озеро Капустяне, озеро Млинове, Панська сага. У 1896 році сприяв відкриттю двокласної церковноприходської школи у с. Василівка, де першою вчителькою стала його донька Ганна Григорівна. На початку 1920 р. Григорія Капусту було заарештовано і згодом знищено.  До кінця 30-х років XX ст. було репресовано більшість нащадків козацького роду. Людей з прізвищем Капуста нині на Кінбурні нема.